# 枝花流苏树
枝花流苏树（学名：Chionanthus ramiflorus），原为枝花李榄，为木犀科流苏树属下的一个植物变种。产于台湾、海南、广西、贵州、云南。生海拔2000米以下的林中、灌丛和山坡、谷地。印度、东南亚以至大洋洲也有分布。模式标本采自印度尼西亚。